# 두남 (단위)
두남(Dunam, 오스만 터키어, 아랍어: دونم; 터키어: dönüm; 히브리어: דונם)은 도눔(donum) 또는 두넘(dunum)으로도 알려져 있으며 옛 터키어 또는 오스만 스트렘마(Ottoman stremma)로도 알려져 있으며 오스만 지역의 단위였다. 에이커(acre)는 한 팀의 소가 하루에 쟁기질할 수 있는 땅의 양을 나타낸다. 법적 정의는 "길이와 너비가 40개의 표준 보폭"이었지만 실제 면적은 오스만 팔레스타인의 900제곱미터(9,700제곱피트)가 조금 넘는 것부터 약 2,500제곱미터(27,000제곱피트)까지 장소에 따라 상당히 다양했다.
이 단위는 이전에 오스만 제국이 통치했던 많은 지역에서 여전히 사용되고 있지만, 새로운 형태의 두남 또는 미터법 두남은 정확히 1데칼(1,000제곱미터(11,000제곱피트))로 재정의되었으며, 이는 1/10헥타르(1/10 × 10,000평방미터(110,000평방피트)), 현대 그리스 왕실의 스트렘마와 같다.

## 역사
오스만 터키어 dönmek(دونمك, "회전하다")에서 유래한 dönüm이라는 이름은 비잔틴 그리스 스트렘마의 칼크인 것으로 보이며 크기도 같다. 이는 미시아-비티니아(Mysia-Bithynia)의 비잔틴 제국에서 오스만 제국이 채택한 것으로 보인다.
현대 그리스어 사전에서는 옛 오스만 스트렘마를 약 1,270제곱미터(13,700제곱피트)로 정의하지만 코스타스 라파비차스(Costas Lapavitsas)는 20세기 초 나우사 지역에 1,600제곱미터(17,000제곱피트)의 값을 사용했다.

## 환산
- 1,000제곱 미터 (정확히)
- 10에이커 (정확히)
- 1디칼(decare, 정확히)
- 0.1헥타르(정확히)
- 0.001제곱킬로미터(정확히)
- 0.247105381에이커(대략)
- 1,195.99005 제곱야드(대략)
- 10,763.9104 제곱피트(대략)

## 같이 보기
- 크기 정도 (넓이)
- 단위 변환